# 波旁民主党人
波旁民主党人（英語：Bourbon Democrat）是一个于19世纪后期（1872年—1904年）在美国使用的一个术语，指在意识形态上与财政保守主义或古典自由主义相一致的民主党成员， 尤其是那些支持1872年总统候选人查尔斯·奥康纳，1876年总统候选人塞缪尔·J·蒂尔顿，在1884年和1892年当选总统的1884年、1888年和1892年总统候选人格罗弗·克利夫兰，以及1904年总统候选人奥尔顿·B·帕克的民主党成员。1904年后，波旁民主党人逐渐衰落。1912年，美国南方人伍德罗·威尔逊与波旁民主党人的主要对手威廉·詹宁斯·布莱恩达成协议：布莱恩支持威尔逊获得民主党提名，威尔逊任命布莱恩为国务卿。
波旁民主党人主张某种自由放任的资本主义形式，其中包括反对共和党当时提倡的高关税保护主义以及支持财政纪律。 他们代表商业利益，通常支持银行业和铁路业的目标，但反对为之提供补贴，也不愿保护它们免受竞争。他们也反对美帝国主义和海外扩张，支持金本位制而反对复本位制，并提倡据他们称作为硬通货而健全的货币。他们同时也强烈支持各州权利和公务员制度改革，反对腐败城市政治老板，并领导了反对特威德集团的斗争。1884年，波旁民主党人因反腐败主题而赢得了许多共和党独立派的选票。
波旁民主党人自己未使用过“波旁民主党人”一词。这不是任何特定或正式团体的名称，也没有人以此名义竞选公职。波旁民主党人中的“波旁”一词通常是一个贬称。许多分裂的民主党，例如实际派人竞选的国民民主党（1896年），都属于波旁民主党这一更笼统的标签。

## 历史

### 术语起源
波旁民主党人中的“波旁”一词最初是一个双关语，起源于1820年代，同时来自于美国南方饮料“波本威士忌”中英文名同样为的“波本”，以及以极端保守和守旧著称的法國王室波旁王朝——当时广泛使用的一句格言是，波旁王朝“什么都没有学到，也什么都没有忘记”（"neither learned nor forgotten anything"）。这一双关语通常是一个贬称，由批评者用于抱怨他们所认为的过时观点。
在1860年代至1870年代，这个词偶尔被用来指代仍然持有托马斯·杰斐逊和安德鲁·杰克逊思想的保守派民主党人，无论他们是处于美国北方还是美国南方。在1870年代，这个词还被用于指代南方的救赎者作为对重建的保守反应，而建立的保守政权。

### 黄金民主党人和威廉·詹宁斯·布莱恩
选举制度使得波旁民主党人领袖格罗弗·克利夫兰在1884年和1892年分别当选为总统，但在1893年恐慌后，对这一运动的支持显著减少。克利夫兰总统坚定支持金本位制度，拒绝允许白银作为本位币制作材料以扩大货币供应，这疏远了民主党内的农民民粹主义派系。
1896年民主党全国代表大会的代表们很快就转而反对克利夫兰的政策和波旁民主党人的主张，并支持借金银复本位制摆脱经济萧条。内布拉斯加州议员威廉·詹宁斯·布赖恩随即以波旁民主党人的主要反对者的身份登台，凭借他著名的黃金十字架演讲激发了农民起义的能量，很快成为1896年选举中的民主党总统候选人。一些波旁民主党人在1896年选举中选择放弃投票或暗中支持共和党候选人，而另一些人则组建了由伊利诺伊州前州长约翰·M·帕默领导、名为国民民主党（黄金民主党）的第三党以获得选票。这些放弃自身党派的民主党人被称为“黄金民主党人”，大多在1900年、最晚在1904年回到了民主党。布赖恩也赢得1900年和1908年的民主党提名，这展示了他对党派的掌控力。1904年，波旁民主党人奥尔顿·B·帕克赢得了提名，但在总统选举中败选，布赖恩也同样在每次总统选举中败选。

### 衰落
1904年奥尔顿·B·帕克的获提名对亲金本位的民主党人来说是一种胜利，但这种胜利是短暂的。旧的古典自由主义理念已经失去了其独特性和吸引力。到第一次世界大战时，该运动的关键元老John M. Palmer、西蒙·玻利瓦尔·巴克纳、威廉·F·韦勒斯和爱德华·阿特金森都已去世。在20世纪，古典自由主义理念从未像它们在1890年代初对民主党产生的影响那样影响过任何一个主要政党。

## 知名波旁民主党人
- 格罗弗·克利夫兰总统（纽约州）
- 托马斯·F·贝亚德国务秘书（特拉华州）
- 约翰·G·卡莱尔财政部长（肯塔基州）
- 威廉·C·惠特尼（英语：William Collins Whitney）海军部长（纽约州）
- 朱利葉斯·斯特林·莫頓农业部长（内布拉斯加州）
- 威廉·L·威尔逊（英语：William Lyne Wilson）邮政部长（西维吉尼亚州）
- 塞缪尔·蒂尔顿州长（纽约州）
- 乔治·B·麦克莱伦州长（新泽西州）
- 亨利·M·马修斯（英语：Henry M. Mathews）州长（西维吉尼亚州）
- 韦德·汉普顿三世（英语：Wade Hampton III）议员[9]（南卡罗来纳州）
- 约翰·M·帕默（英语：John M. Palmer (politician)）议员（伊利诺伊州）
- 卡尔文·S·布赖斯（英语：Calvin S. Brice）议员（俄亥俄州）
- 墨菲·J·福斯特（英语：Murphy J. Foster）议员（路易西安纳州）
- 阿瑟·P·戈曼（英语：Arthur Pue Gorman）议员（马里兰州）
- 艾沙姆·G·哈里斯（英语：Isham G. Harris）议员[10]（田纳西州）
- 威廉·弗里曼·韦勒斯（英语：William Freeman Vilas）议员（威斯康星州）
- 乔治·赫斯特议员（加利福尼亚州）
- 约瑟夫·W·贝利（英语：Joseph Weldon Bailey）议员（德克萨斯州）
- 戴维·B·希尔（英语：David B. Hill）议员（纽约州）
- 威廉·E·拉塞尔（英语：William E. Russell (politician)）州长（马萨诸塞州）
- 尊敬的艾布拉姆·休伊特（英语：Abram Hewitt）（纽约州）
- 卢修斯·Q·C·拉马尔二世（英语：Lucius Quintus Cincinnatus Lamar II）最高法院法官（密西西比州）
- 奥尔顿·B·帕克（英语：Alton B. Parker）法官（纽约州）
- 查尔斯·奥康纳（英语：Charles O'Conor (American politician)）律师（纽约州）
- 学者（后任主席）伍德罗·威尔逊[11]（弗吉尼亚州）

## 脚注
1. ↑  Alexandra Kindell; Elizabeth S. Demers Ph.D. (编). . ABC-CLIO. 2014: 86. Bourbon Democrats were a combination of several constituencies including southerners, political and fiscal conservatives, and classical liberals.
2. 1 2  Thomas E. Vass. . GABBY Press. 2006.
3. ↑  Morton Keller. . Oxford University Press. 2007.
4. ↑  Horace Samuel Merrill, Bourbon Leader: Grover Cleveland and the Democratic Party.
5. 1 2  Hans Sperber and Travis Trittschuh. American Political Terms: An Historical Dictionary. Detroit: Wayne State University Press, 1962.
6. ↑  《牛津當代大辭典》，旺文社，1991年版 ISBN 957-508-009-2
7. 1 2  H. Wayne Morgan, From Hayes to McKinley: National Party Politics, 1877–1896, Syracuse, NY: Syracuse University, 1969; pp. 449–459.
8. ↑  Horace Samuel Merrill, Bourbon Democracy of the Middle West, 1865–1896, Baton Rouge LA: Louisiana State University, 1953; p. –.
9. ↑  "Lieutenant General Wade Hampton III, C.S.A. (1818–1902)" （页面存档备份，存于）, This Week in the Civil War, January 27, 2012.
10. ↑  Leonard Schlup, "Isham Green Harris" （页面存档备份，存于）, Tennessee Encyclopedia of History and Culture, 2009. Retrieved 5 October 2012.
11. ↑  John M. Cooper. . Random House. November 3, 2009: 720.

## 延伸阅读
- David T. Beito and Linda Royster Beito, "Gold Democrats and the Decline of Classical Liberalism, 1896–1900" （页面存档备份，存于）, Independent Review 4 (Spring 2000), 555–575.
- Allen J. Going, Bourbon Democracy in Alabama, 1874–1890, Tuscaloosa, AL: University of Alabama Press, 1951.
- Roger L. Hart, Redeemers, Bourbons and Populists: Tennessee, 1870–1896, Baton Rouge, LA: Louisiana State University Press, 1975.
- Allan Nevins. Grover Cleveland A study in courage (1938).
- C. Vann Woodward, Origins of the New South, 1877–1913, Baton Rouge, LA: Louisiana State University Press, 1951.
- William Ivy Hair, Bourbonism and Agrarian Protest: Louisiana Politics, 1877-1900, Baton Rouge, LA: Louisiana State University Press, 1969.

### 主要来源
- Allan Nevins (ed.), The Letters of Grover Cleveland, 1850–1908, Boston, Houghton Mifflin, 1933.
- William L. Wilson, The Cabinet Diary of William L. Wilson, 1896–1897, Chapel Hill, NC: University of North Carolina Press, 1957.
- Democratic Party National Committee.  Campaign Text-book of the National Democratic Party (1896). This was the campaign textbook of the Gold Democrats and is filled with speeches and arguments.
- Encyclopedia of Alabama, "Alabama Bourbons" （页面存档备份，存于）.